# Souad Dibi
Souad Dibi est une militante marocaine de la cause des femmes, présidente de l'association El Khir (en français : bienfaisance) basée à Essaouira, qui a pour objet de donner à des femmes l'autonomie économique en favorisant leur réinsertion socioprofessionnelle. Chaque année, plus d'une centaine de femmes se forment avec cette association à un métier générateur de revenus (cuisine, pâtisserie, services à la personne, auxiliaire de vie, services d'étage). Cette province du littoral atlantique marocain possède certes des attraits touristiques, mais, connaît aussi, pour la jeunesse et les femmes, un taux de pauvreté de plus de 30 % (Initiative nationale pour le développement humain).

## Biographie
Souad Dibi est née à El Jadida, près de Casablanca, et s’est mariée à un artisan menuisier de la côte marocaine. Elle a exercé le métier de couturière avant de créer son association.
Souad Dibi a fondé El Khir en 1998, pour les femmes d’Essaouira abandonnées et sans ressources. Elle a été invitée au SIGEF 2015, le Forum de l’Innovation Sociale et de l‘Ethique Globale,organisé par Horyou (contraction de Humanity Or You), le réseau social des initiatives solidaires, de l’action humanitaire et du changement global, qui s'est déroulé à Genève du 23 au 25 octobre 2015. Une coopérative intérimaire nommée MS INTÉRIM (pour Multiservices Intérim) met en relation les femmes formées par l'association avec les professionnels cherchant des employés qualifiés.
En mars 2015, pour la Journée internationale de la femme, elle a publié Un art qui fait vivre, livre solidaire de cuisine marocaine, qui raconte l’histoire d’un groupe de femmes qui, grâce à leur maîtrise de l'art de cuisiner ont réussi à changer leurs vies.